# Natalie McGarry

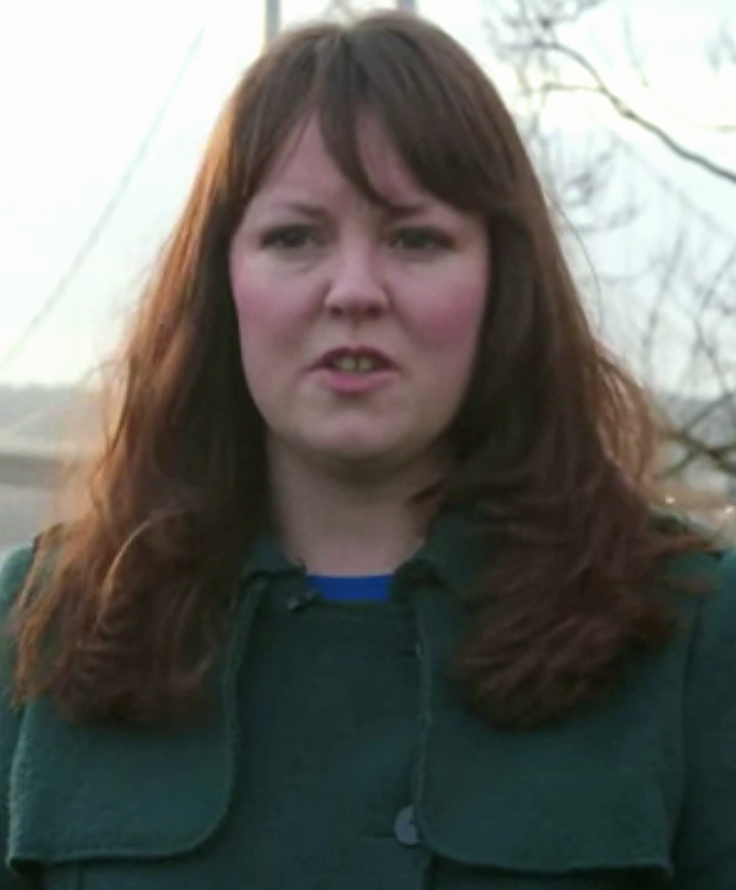
Natalie McGarry

Natalie McGarry (* 7. September 1981 in Inverkeithing) ist eine ehemalige schottische Politikerin der Scottish National Party (SNP).

## Leben
McGarry wurde 1981 in Inverkeithing in Fife geboren, wo sie auch aufwuchs. Sie studierte an der Universität Aberdeen Rechtswissenschaften.
2012 gehörte McGarry zusammen mit der SSP-Politikerin Carolyn Leckie zu den Mitgründern der Gruppe Women for Independence, welche nach einer stärkeren weiblichen Beteiligung bei der politischen Ausarbeitung des schottischen Unabhängigkeitsreferendums 2014 strebte.

## Politischer Werdegang
Bei der Europawahl 2014 kandidierte McGarry für die SNP im Wahlkreis Schottland, verpasste jedoch ein Mandat. Nach dem Ableben der Labour-Abgeordneten im schottischen Parlament Helen Eadie wurden am 24. Januar 2014 in ihrem ehemaligen Wahlkreis Cowdenbeath Nachwahlen abgehalten. Zu diesen stellte die SNP McGarry auf. Am Wahltag unterlag sie dem Labour-Kandidaten Alex Rowley jedoch deutlich und verpasste damit den Einzug in das schottische Parlament.
Bei den britischen Unterhauswahlen 2015 kandidierte McGarry im Wahlkreis Glasgow East. Das Wahlkreismandat hatte ihr Parteikollege John Mason bei den Unterhauswahlen 2010 an die Labour-Kandidatin Margaret Curran verloren. Nach massiven Stimmgewinnen der SNP bei diesen Wahlen erreichte McGarry mit 56,9 % den höchsten Stimmenanteil und zog in der Folge erstmals in das britische Unterhaus ein.
Im November 2015 wurde bekannt, dass Spendengelder der Women for Independence in fünfstelliger Höhe verschwunden waren. Da McGarry als Einzige Zugang zu dem Gemeinschaftskonto besaß, geriet sie in Verdacht, die Gelder entwendet zu haben. Infolge der laufenden Ermittlungen suspendierte die SNP McGarrys Mitgliedschaft. Sie wohnte dem Parlament seitdem als unabhängige Abgeordnete bei.
Da die SNP McGarry auf Grund des Verfahrens nicht mehr als Kandidatin für die Parlamentswahl 2017 aufstellen wollte, erklärte McGarry, sie werde nicht zur Wahl antreten. Zum Ende der Wahlperiode schied sie aus dem Unterhaus aus. Ihr Nachfolger David Linden hielt das Mandat für die SNP.
Am 6. Juni 2019 sollte sie wegen Veruntreuung von mehr als 25.000 £ rechtskräftig zu 18 Monaten Haft verurteilt, nachdem sie sich schuldig bekannt hatte.
Als sie jedoch ihre Meinung änderte und sich zu „nicht schuldig“ bekannte, wurde das Verfahren schließlich neu aufgenommen. Am 12. Mai 2022 wurde sie vor dem Glasgow Sheriff Court für schuldig befunden.